# Pfarrhaus (Rott am Inn)

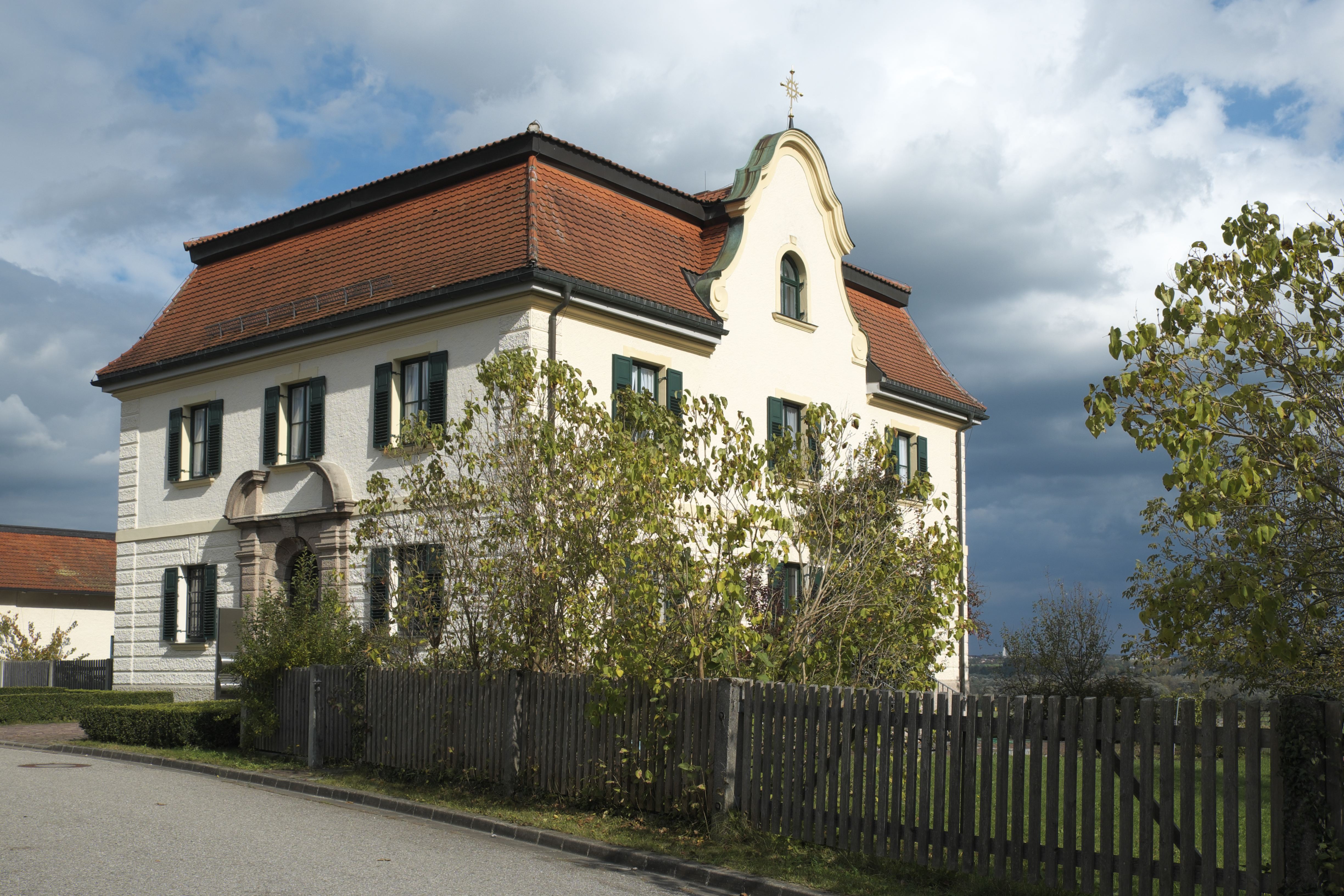
Pfarrhaus in Rott am Inn

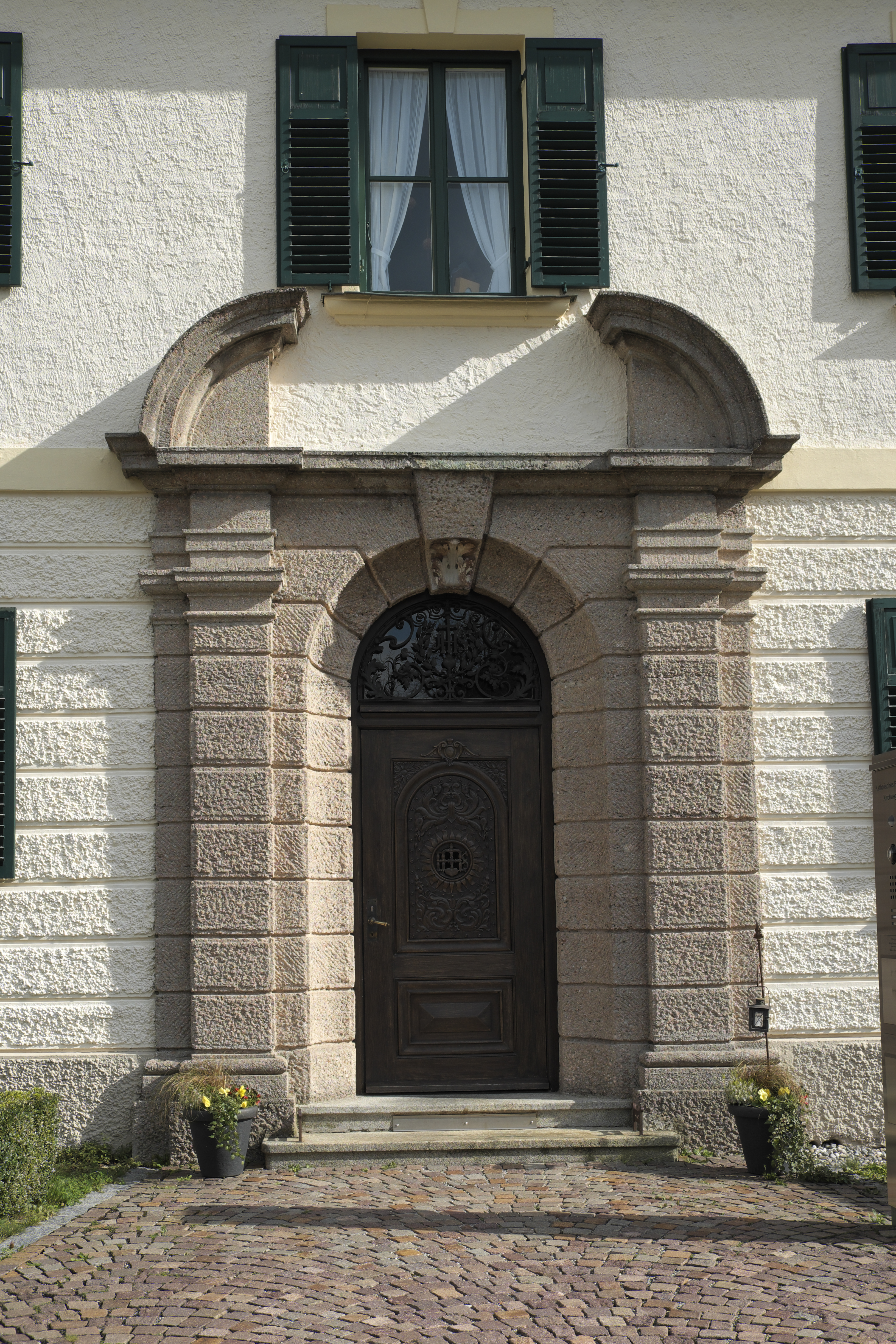
Portal

Das Pfarrhaus in Rott am Inn, einer Gemeinde im oberbayerischen Landkreis Rosenheim, wurde 1897 erbaut.
Das im Kirchweg 9 gelegene Pfarrhaus ist ein durch das Bayerische Denkmalschutzgesetz geschütztes Baudenkmal.
Der zweigeschossige Neubarockbau mit Mansarddach und drei zu drei Fensterachsen besitzt ein Portal aus Bossenwerk, das von einem gesprengten Giebel bekrönt wird.